# Ode
L'ode (dal greco  ᾠδή, pronuncia odé, "canto", dal verbo ᾄδω, "cantare") è un componimento lirico che può essere di contenuto amoroso, civile, patriottico o morale legato a una base musicale e presenta una struttura metrica notevolmente complessa e varia, che può essere a versi liberi, come quelli di Parini, oppure schematica. Spesso il termine indica un qualsiasi componimento lirico.

## Nell'antichità
Nell'antichità l'ode venne utilizzata dai lirici greci e latini, sia da quelli monodici, come Alceo, Saffo e Anacreonte, che da quelli corali come Bacchilide e Pindaro. Successivamente l'ode, prima fra i poeti alessandrini e poi fra i latini come Catullo e Orazio, non presenta più caratteristiche musicali pur mantenendo le forme metriche e strofiche della tradizione.

## Nella letteratura cristiana
Nella letteratura cristiana ci sono giunte in una versione siriaca, probabilmente da un originale greco, le Odi di Salomone, un testo poetico-religioso composto da 42 odi, forse di un autore gnostico, che risalgono al II secolo. Le Odi di Salomone sono la prima e più antica raccolta di odi cristiane.

## Nella letteratura italiana
Nella letteratura italiana l'ode non compare nei primi secoli, dove viene preferita la canzone ma solamente nel Cinquecento quando ci fu una particolare attenzione per l'antichità classica.

### Nel Cinquecento
A fare da modello fu Orazio il cui schema metrico venne imitato per la prima volta da Pietro Bembo negli Asolani in due quartine (ABBA, aBbA). Bernardo Tasso, padre di Torquato, imitò con frequenza il metro oraziano fuso con il petrarchismo ancora imperante, dando origine a odi con strofe di cinque o sei versi, tutti endecasillabi o settenari secondo lo schema aBb AcC o aBabB.

### Nel Seicento
Nel Seicento si preferì adottare l'ode pindarica che però non ebbe molto successo.
I primi autori di odi pindariche  furono nel XVI secolo, Gian Giorgio Trissino, Luigi Alamanni e in seguito Chiabrera.

### Nel Settecento
L'ode, grazie alla sua struttura più  agile, alle strofe più brevi e alla maggiore varietà di versi rispetto alla canzone tradizionale fu accolta  oltre che da Giuseppe Parini, anche da  Ugo Foscolo e da Alessandro Manzoni.

### Nell'Ottocento
Intanto era nata già in precedenza la tendenza a riprodurre nelle odi i ritmi della poesia latina e questa tendenza raggiunse il suo massimo nell'Ottocento con le Odi barbare di Giosuè Carducci che tentò di riprodurre, attraverso la metrica barbara le cadenze dei versi latini basati su una metrica quantitativa, quelli della metrica accentuativa italiana. Da ricordare anche Alessandro Manzoni con Il cinque maggio.